# Ulla Werbrouck
Ulla Werbrouck, född den 24 januari 1974 i Roeselare, Belgien, är en belgisk judoutövare.
Hon tog OS-guld i damernas halv tungvikt i samband med de olympiska judotävlingarna 1996 i Atlanta.